# ريك غريفين
ريك غريفين (بالإنجليزية: Rick Griffin)‏ هو رسام توضيحي وفنان وكاتب أمريكي، ولد في 18 يونيو 1944 في شبه جزيرة بالوس فيرديس في الولايات المتحدة، وتوفي في 18 أغسطس 1991 في بيتالوما في الولايات المتحدة بسبب حادث مرور.

## وصلات خارجية
- ريك غريفين على موقع EncyclopediaOfSurfing.com (الإنجليزية)
- ريك غريفين على موقع IMDb (الإنجليزية)
- ريك غريفين على موقع ديسكوغز (الإنجليزية)
- ريك غريفين على موقع قاعدة بيانات الفيلم (الإنجليزية)